# Pitthea abbreviata
Pitthea abbreviata är en fjärilsart som beskrevs av W. Warren 1899. Pitthea abbreviata ingår i släktet Pitthea och familjen mätare. Inga underarter finns listade i Catalogue of Life.